# La Madeleine
Špilja La Madeleine (francuski: Abri de la Madeleine) je prirodni zaklon u litici, a nalazi se u gradu Tursac (Dordogne), u dolini rijeke Vézère (Akvitanija). U prapovijesti se koristila od paleolitika, pa sve do neolitskog doba. 
Edouard Lartet je otkrio i istražio od 1863. do 1865. god. Kako su upravo u njoj po prvi puta pronađeni brojni predmeti s kraja paleolitika, po njoj je to posljednje razdoblje paleolitika nazvano "Magdalensko doba".
Godine 1979. Lascaux je dodan na UNESCOv popis mjesta svjetske baštine u Europi zajedno s drugim prapovijesnim nalazištima u dolini rijeke Vézère.
- Ulaz u špilju
- Dijete iz La Madeleine
- Skulptura hijene od kosti
- Probušene kosti koje su služile kao ceremonijalni štapovi, Muséum de Toulouse
- Bizon koji liže ranu, skulptura od kosti (20-12,000. pr. Kr.), Muzej prapovijesti Les Eyzies-de-Tayac-Sireuil

## Poveznice
- Lascaux
- Altamira
- Paleolitska umjetnost
- Arheologija
- Prapovijest

## Vanjske poveznice
- La Madeleine, povijest istraživanja (fr.)